# Haplodrassus pargongsanensis
Haplodrassus pargongsanensis är en spindelart som beskrevs av Paik 1992. Haplodrassus pargongsanensis ingår i släktet Haplodrassus och familjen plattbuksspindlar. Inga underarter finns listade i Catalogue of Life.